# Hundestallbrücke
Die Hundestallbrücke ist eine Steinbogenbrücke über die Große Röder in der sächsischen Stadt Radeberg. Das Bauwerk steht unter Denkmalschutz und befindet sich unmittelbar neben Schloss Klippenstein.

## Geschichte
Die älteste erhaltene Überlieferung einer Röderbrücke in Form eines hölzernen Steiges am Schloss Klippenstein stammt aus dem 16. Jahrhundert. Der Fahrverkehr auf dem Fahrweg vom Schloss und Amt Radeberg nach Wallroda und weiter zum Vorwerk Kleinwolmsdorf, das bis 1665 zum Schloss und Amt Radeberg gehörte, querte die Große Röder durch eine Furt. Der Herzog von Sachsen und spätere Kurfürst Moritz ließ von 1543 bis 1546 die Burg Radeberg zum Jagdschloss Klippenstein umbauen. Dies erforderte auch den Bau von Unterkünften und Zweckbauten für den Hofstaat, zum Beispiel für die Jäger. Spätestens für Christian I., Kurfürst von Sachsen von 1586 bis 1591, ist die Haltung von zahlreichen Jagdhunden überliefert. Die dafür angelegten Hundeställe befanden sich linksseits der Großen Röder und waren vom Schloss aus nur durch die Furt bzw. fußläufig über einen hölzernen Steig erreichbar.
Als der Radeberger Amtmann Ernst Ludwig Langbein, der Vater des Dichters August Friedrich Ernst Langbein, nach dem Siebenjährigen Krieg im 18. Jahrhundert auf der linken Röderseite liegende Lehden des Schlosses erwarb und darauf seinen terrassenartigen Langbeinschen Garten anlegen ließ, stießen die Bauarbeiter auf Mauerreste der ehemaligen Hundeställe und Jägerquartiere. Da die einfachen hölzernen Steige über die Große Röder infolge öfteren Hochwassers mehrmals zerstört wurden und auch die wachsende Feldwirtschaft oberhalb des linken Röderufers eine sichere Querung der Röder erforderte, veranlasste Amtmann Langbein, auch zum leichteren Zugang zu seinen Gärten, den Bau einer steinernen Brücke. Die von den zum Burglehn gehörigen Feldbesitzern aufgebrachten freiwilligen Beiträge brachten nur 78 Thaler. Zur Deckung der Gesamtkosten von ca. 203 Thalern mussten die Feldbesitzer auf Weisung Langbeins Anleihen von 18 Groschen pro Scheffel Land aufnehmen. Im Mai 1781 begann durch den Radeberger Maurermeister Jähne der Brückenbau, noch im gleichen Jahr wurde diese fertiggestellt.
Der Name Hundestallbrücke ist ebendiesem Umstand geschuldet. An die Hundeställe erinnert außerdem der Große Hundestallweg. Im Volksmund wurde der Platz an der Brücke als bei dem Hundestalle bezeichnet, die Flächen links der Röder wurden Hundezwinger genannt.

## Bauwerk

### Lage

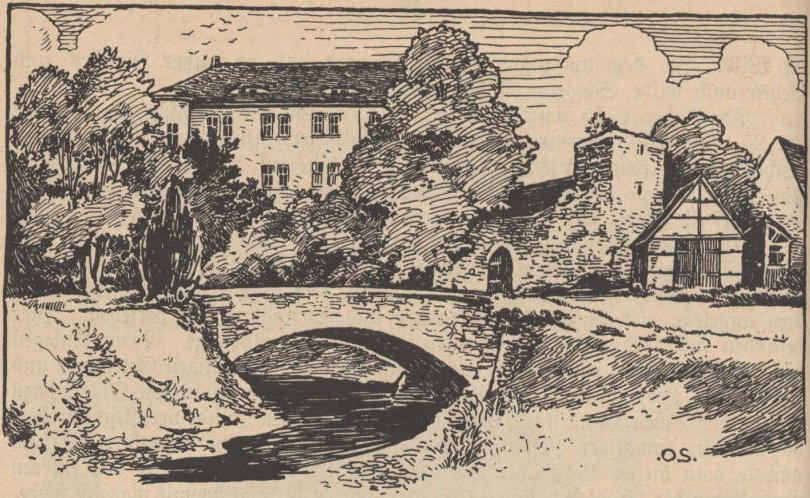
Die Hundestallbrücke im 19. Jahrhundert

Die Hundestallbrücke überquert die Große Röder östlich des Schlosses Klippenstein in der Nähe des Eulenturmes. Etwas flussaufwärts befindet sich die Schlossmühle und der Zugang zum Landschaftsschutzgebiet Hüttertal, gegenüber an der linken Seite der Großen Röder liegt linksseitig des Großen Hundestallweges der Langbeinsche Garten.

### Ausführung
Die Hundestallbrücke ist eine Bogenbrücke aus Sandstein und Granit, die in einem einzelnen Bogen über die Große Röder führt. Der Fahrweg über die Brücke wird durch niedrige Bruchsteinmauern begrenzt, auf denen zusätzlich Metallgeländer angebracht sind.
Zu Beginn der 2000er Jahre wurde die Brücke umfassend saniert, wobei ursprüngliche Form und Ausführung von 1781 bis heute im Original erhalten geblieben sind. Unter anderem wurden dabei die Widerlager und die Brückenfundamente gesichert, Spuren vorheriger Sanierungsaktionen beseitigt und die Brücke entsprechend dem Sächsischen Denkmalschutzgesetz instand gesetzt.